# Láni Oszkár
Láni Oszkár (Marosvásárhely, 1888. április 28. – Marosvásárhely, 1953) zeneszerző, zongoraművész.

## Életútja
Szülővárosa Református Kollégiumában érettségizett, Lipcsében és Münchenben jogi és orvosi tanulmányokat végzett, Angliában, Dániában, Hollandiában és a skandináv államokban járt tanulmányúton. Szülővárosában mint a Zenekedvelők Társaságának tagja elsősorban kamaramuzsikus, főleg kísérőzongorista.
1929-től a Kemény Zsigmond Társaság (KZST) tagja, utóbb helyettes főtitkára. Rendszeresen szerepelt a társaság estélyein, székfoglaló szerzői estjén (1935) maga megzenésítette Arany- és Lenau-verseket s a Kőmíves Kelemen-balladát adta elő, egy Tompa László tiszteletére rendezett ünnepélyen (1944) a költő Ne félj! c. költeményének megzenésítésével vett részt, s dalt szerzett Salamon Ernő Utolsó dal c. verséből ihletődve is. A II. világháború után a Kozma Géza-Magos Etel-Láni Oszkár trióval indult a marosvásárhelyi zenei élet. Máig tisztázatlan okból letartóztatták, a börtönben halt meg 1953-ban, halálának hónapja, napja ismeretlen. Kottahagyatéka a Maros megyei Állami Levéltárba került.